# Centro Giovanile Virescit Boccaleone 1984-1985
Questa voce raccoglie le informazioni riguardanti il Centro Giovanile Virescit Boccaleone nelle competizioni ufficiali della stagione 1984-1985.

## Rosa
| N. |                   | Ruolo | Calciatore          |
| -- | ----------------- | ----- | ------------------- |
|    | Italia (bandiera) | A     | Luciano Adami       |
|    | Italia (bandiera) | A     | Luciano Astolfi     |
|    | Italia (bandiera) | C     | Claudio Benaglia    |
|    | Italia (bandiera) | C     | Valter Bonacina     |
|    | Italia (bandiera) | A     | Gianluigi Brambilla |
|    | Italia (bandiera) | C     | Roberto Crotti      |
|    | Italia (bandiera) | P     | Claudio Del Bello   |
|    | Italia (bandiera) | D     | Innocenzo Donina    |
|    | Italia (bandiera) | D     | Daniele Fortunato   |

| N. |                   | Ruolo | Calciatore               |
| -- | ----------------- | ----- | ------------------------ |
|    | Italia (bandiera) | D     | Mario Mandelli           |
|    | Italia (bandiera) | D     | Agostino Pecorario       |
|    | Italia (bandiera) |       | Pelliccioli              |
|    | Italia (bandiera) | C     | Gian Pietro Percassi     |
|    | Italia (bandiera) | C     | Giorgio Redeghieri       |
|    | Italia (bandiera) | C     | Alessandro Roccatagliata |
|    | Italia (bandiera) | D     | Stefano Sana             |
|    | Italia (bandiera) | A     | Fulvio Simonini          |
|    | Italia (bandiera) | P     | Gabriele Tamburrini      |